# Bandiera di Bermuda
La bandiera di Bermuda fu adottata il 4 ottobre 1910.
Si tratta di una Red Ensign con la bandiera del Regno Unito sul cantone e lo stemma di Bermuda sul lato al vento.
Essa rappresenta un'anomalia rispetto alle altre bandiere delle dipendenze britanniche d'oltremare che sono tutte Blue Ensign.
Tra il 1910 e il 1999 lo stemma presente sulla bandiera era di dimensioni minori rispetto all'attuale.
Il Governatore utilizza il defacimento della bandiera britannica, con lo stemma posto al centro.

## Bandiere

Bandiera del Governatore
Variante blu
Bandiera delle Bermuda 1875–1910
Bandiera delle Bermuda 1910–1999
Variante blu 1910–1999
Insegna bianca del Royal Hamilton Amateur Dinghy Club
Bandiera del Royal Hamilton Amateur Dinghy Club